# روبن میرویان
روبن خاچیکی میرویان (ارمنی: Ռուբեն Խաչիկի Միրոյան؛  زادهٔ ۱۹ اکتبر ۱۹۳۹ - درگذشته ۲۷ اکتبر ۱۹۹۹) سیاستمدار اهل ارمنستان بود که از تاریخ ۳۰ مه ۱۹۹۹ تا تاریخ ۲۷ اکتبر ۱۹۹۹ نمایندگی دوره دوم مجلس ملی جمهوری ارمنستان را برعهده داشت.

## زندگی‌نامه
وی در ۱۹ اکتبر ۱۹۳۹ در ایروان به دنیا آمد و از دانشگاه دولتی ایروان فارغ‌التحصیل گشت. همچنین برندهٔ جوایزی همچون نشان آنانیا شیراکاتسی شده است. وی در ۲۷ اکتبر ۱۹۹۹ در جریان تیراندازی مجلس ملی جمهوری ارمنستان در سن ۶۰ سالگی در ایروان کشته شد.

## نگارخانه

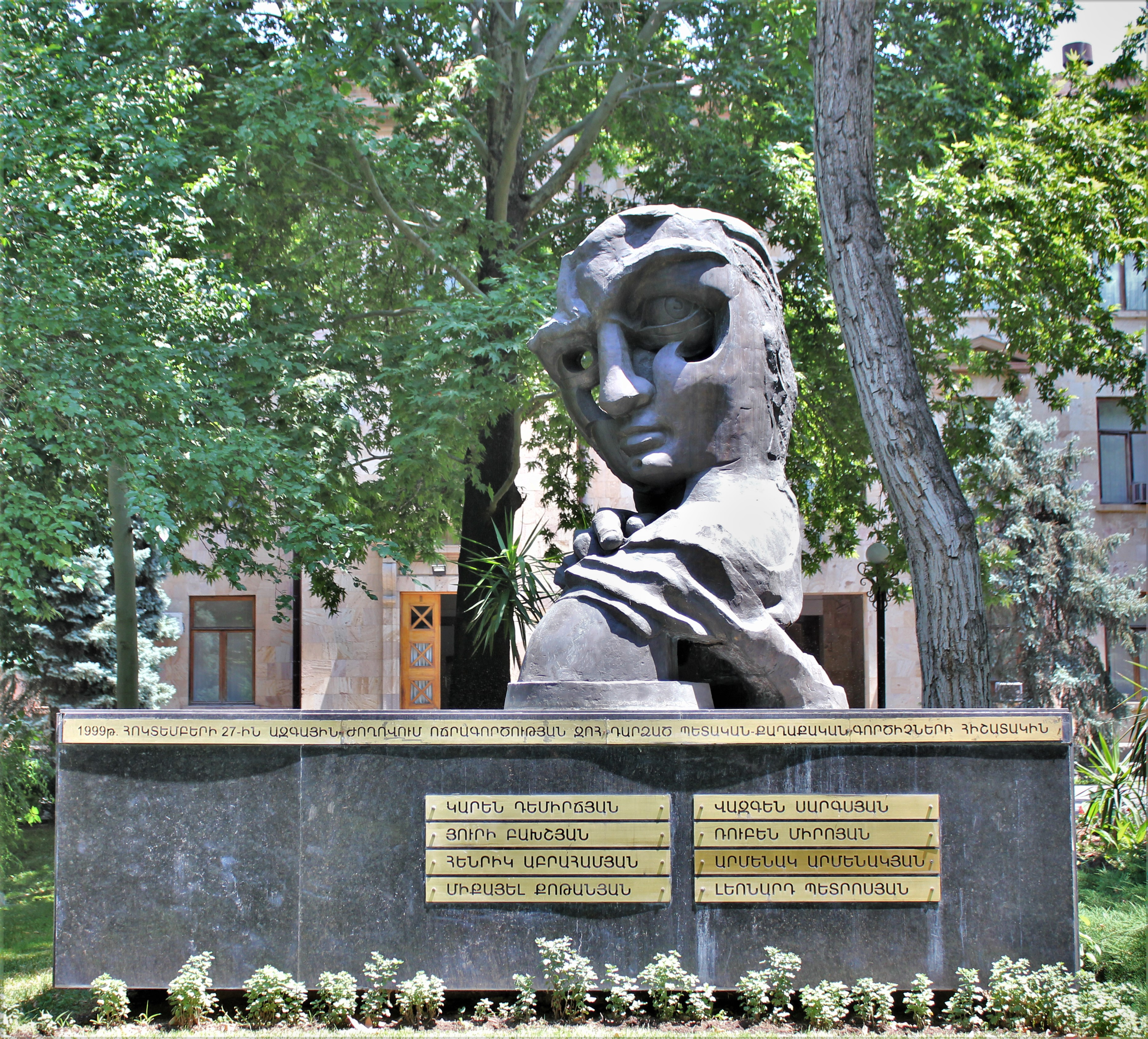